# Danuta Płygawko
Danuta Natalia Płygawko (ur. 3 kwietnia 1949 w Niałku Wielkim) – historyk, doktor nauk humanistycznych, badacz społeczno-politycznej działalności Henryka Sienkiewicza. Propagator wiedzy o roli środowisk emigracyjnych Zachodniej Europy i Polonii Amerykańskiej w odzyskaniu niepodległości i odbudowie państwa polskiego po I wojnie światowej. Wydawca materiałów źródłowych, głównie korespondencji znanych Polaków. Autorka publikacji i biogramów postaci zasłużonych dla Wielkopolski i Śremu.

## Życiorys
Córka Michała Płygawko i Jadwigi Płygawko z domu Filip. 
Ukończyła Liceum Ogólnokształcące im. gen. Józefa Wybickiego w Śremie. Po ukończeniu Seminarium Pedagogicznego w Poznaniu w 1969, podjęła pracę nauczyciela historii w szkole podstawowej. W latach 1970–1975 studiowała na Wydziale Filozoficzno-Historycznym Uniwersytetu im. Adama Mickiewicza w Poznaniu, uzyskując tytuł magistra. Promotorem jej pracy magisterskiej był prof. Janusz Pajewski. Pod jego kierunkiem obroniła pracę doktorską w 1979. 
Prace badawcze skoncentrowała na działalności Komitetu Veveyskiego w latach 1915-1919, co zaowocowało wydaniem pionierskiej książki "Sienkiewicz w Szwajcarii" w Poznaniu w 1986. Do 1992 pracowała na stanowisku starszego asystenta w Instytucie Historii UAM prowadzonego z przez profesorów Gerarda Labudę i Jerzego Strzelczyka, a następnie adiunkta w Zakładzie Historii Powszechnej XIX i XX wieku Instytutu Historii Uniwersytetu im. Adama Mickiewicza w Poznaniu. 
Jest członkinią Polskiego Towarzystwa Historycznego i Poznańskiego Towarzystwa Przyjaciół Nauk. Była stypendystką Towarzystwa Historyczno-Literackiego w Paryżu, Fundacji Kościuszkowskiej i Fundacji Lanckorońskich. Przeprowadziła wielokierunkowe badania materiałów źródłowych dotyczące korespondencji polskich elit, do których autorów należeli m.in.:
- Henryk Sienkiewicz[5][6]
- Ignacy Jan Paderewski
- Profesor Stefan Dąbrowski[7][8]
- Władysław Zamoyski[9]

Mieszka w Śremie i pisze o lokalnej społeczności. Jako współredaktor opracowała Słownik Biograficzny Śremu. Propaguje twórczość malarki Barbary Houwalt. W latach 1998–2000 pełniła funkcję prezes śremskiego oddziału Towarzystwa Opieki nad Zwierzętami.

## Publikacje (wybrane)
- Sienkiewicz w Szwajcarii. Z dziejów akcji ratunkowej dla Polski w czasie pierwszej wojny światowej, Poznań 1986[13],
- "Prusy i Polska". Ankieta Henryka Sienkiewicza (1907-1909), Poznań 1994[14]
- Polonia Devastata. Polonia i Amerykanie z pomocą dla Polski (1914-1918), Wydawnictwo Poznańskie, Poznań 2003,
- Bendykt XV dla Polski. 90-lecie papieskiej kolekty 21 listopada 1915[15], Rythmos, Poznań 2005
- Księgarze i drukarze w Śremie 1869 – 2009, Biblioteka Publiczna im. H. Święcickiego w Śremie, Śrem 2009

## Pozyskiwanie materiałów źródłowych
- 1985, 1992, 1994, 2005 Paris (the Polish Library in Paris)
- 1998 New York (the New York Public Library)
- 1998 Chicago (the Polish Museum of Chicago);